# Festival de la Canción de San Remo 1953
El tercer Festival de San Remo se celebró en el salón de fiestas del casino de Sanremo del 29 al 31 de enero de 1953 y estuvo conducido, por tercera vez consecutiva, por Nunzio Filogamo.
A partir de esta edición se introduce la exhibición doble de las canciones, con cada canción presentada por dos artistas diferentes; la exhibición doble de las canciones será mantenida hasta la edición de 1971 (con la excepción de la de 1956) y se retomará en 1990 y 1991.
Nilla Pizzi (junto con Teddy Reno) no logró adjudicarse una tercera victoria consecutiva con la canción Campanaro (quedó segunda), ya que fue batida por el acoplado Carla Boni-Flo Sandon's que lograron el triunfo con la canción Viale d'autunno.

## Reglamento
Se presentan 10 canciones por noche, las primeros dos galas. Al término de cada velada los jurados votan y deciden cuáles son las 5 canciones que tienen acceso a la final y cuáles se eliminan. Durante la tercera noche tiene lugar la final.
Los jurados eran 320, diferentes para cada velada y divididos así: 80 sorteados entre el público presente en la sala, 240 entre los abonados a la Radio.
Por primera vez se introduce en el reglamento la "doble ejecución": cada canción se presenta en la misma noche en dos interpretaciones distintas con dos diferentes arreglos, uno para cada una de las dos orquestas.

## Orquesta
- Orquesta Della canzone, dirigida por el maestro Cinico Angelini.
- Orquesta Eclipse, dirigida por el maestro Armando Trovajoli.

## Organización
- RAI
- Casino de Sanremo

## Participantes
| Intérprete              | Última participación en el Festival |
| ----------------------- | ----------------------------------- |
| Achille Togliani        | 1952                                |
| Carla Boni              | Debutante                           |
| Doppio Quintetto Vocale | Debutante                           |
| Flo Sandon's            | Debutante                           |
| Giorgio Consolini       | Debutante                           |
| Gino Latilla            | 1952                                |
| Katyna Ranieri          | Debutante                           |
| Nilla Pizzi             | 1952                                |
| Quartetto Stars         | Debutante                           |
| Teddy Reno              | Debutante                           |

## Detalles
En el 1953 fueron introducidas una serie de innovaciones que alteraron para siempre la atmósfera afable y familiar de las primeras dos ediciones. Las canciones fueron ejecutadas dos veces, con el acompañamiento de dos orquestas: una tradicional, dirigida por el ya veterano Cinico Angelini, y una más moderna de Armando Trovajoli, apasionado del jazz; las crónicas de la época no dejaron escapar la oportunidad para dar amplia cobertura a la rivalidad, verdadera o presunta, entre los dos maestros. Pero también la lista de participantes fue ampliada, dado que a los tradicionales Nilla Pizzi y Achille Togliani se añadieron los más modernos, para aquellos tiempos, Gino Latilla, Teddy Reno y Flo Sandon's. A este festival pertenecen el récord histórico de 3 minutos y 5 segundos de aplausos para la canción Acque amare en la versión de Carla Boni: aunque no llegaría a la final.

## Clasificación, canciones y cantantes

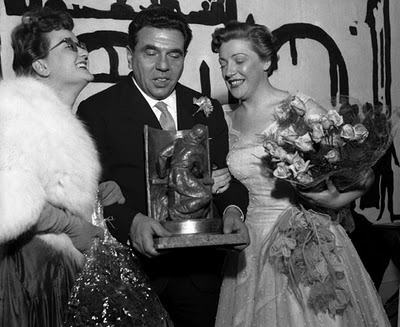
Carla Boni, Giovanni D'Anzi y Flo Sandon's.

| Posición      | Intérprete                             | Canción                      | Traducción                 | Autores                                  | Votos |
| ------------- | -------------------------------------- | ---------------------------- | -------------------------- | ---------------------------------------- | ----- |
| 1°            | Carla Boni                             | Viale d'autunno              | Avenida de Otoño           | G. D'Anzi                                | 64    |
| 1°            | Flo Sandon's                           | Viale d'autunno              | Avenida de Otoño           | G. D'Anzi                                | 64    |
| 2°            | Nilla Pizzi y Doppio Quintetto Vocale  | Campanaro                    | Campanero                  | B. Cherubini y C. Concina                | 56    |
| 2°            | Teddy Reno y Quartetto Stars           | Campanaro                    | Campanero                  | B. Cherubini y C. Concina                | 56    |
| 3° (ex aequo) | Achille Togliani                       | Lasciami cantare una canzone | Déjame cantar una canción  | M. Cozzoli y C. A. Bixio                 | 41    |
| 3° (ex aequo) | Teddy Reno                             | Lasciami cantare una canzone | Déjame cantar una canción  | M. Cozzoli y C. A. Bixio                 | 41    |
| 3° (ex aequo) | Gino Latilla y Doppio Quintetto Vocale | Vecchio scarpone             | Vieja bota                 | Calibi, Pinchi y C. Donida               | 41    |
| 3° (ex aequo) | Giorgio Consolini                      | Vecchio scarpone             | Vieja bota                 | Calibi, Pinchi y C. Donida               | 41    |
| 5°            | Gino Latilla                           | Vecchia villa comunale       | Vieja villa comunal        | R. Ruocco y N. Oliviero                  | 40    |
| 5°            | Giorgio Consolini                      | Vecchia villa comunale       | Vieja villa comunal        | R. Ruocco y N. Oliviero                  | 40    |
| 6°            | Achille Togliani                       | No Pierrot                   | No Pierrot                 | A. Costanzo y R. Salani                  | 39    |
| 6°            | Katyna Ranieri                         | No Pierrot                   | No Pierrot                 | A. Costanzo y R. Salani                  | 39    |
| 7°            | Carla Boni                             | Il passerotto                | El gorrión                 | E. Di Lazzaro y D. Valentini             | 33    |
| 7°            | Quartetto Stars                        | Il passerotto                | El gorrión                 | E. Di Lazzaro y D. Valentini             | 33    |
| 8°            | Nilla Pizzi y Doppio Quintetto Vocale  | Sussurrando buonanotte       | Susurrando buenas noches   | Danpa, B. Pallesi y V. Panzuti           | 22    |
| 8°            | Teddy Reno y Quartetto Stars           | Sussurrando buonanotte       | Susurrando buenas noches   | Danpa, B. Pallesi y V. Panzuti           | 22    |
| 9°            | Gino Latilla y Doppio Quintetto Vocale | Tamburino del reggimento     | Tamborilero del regimiento | Deani                                    | 15    |
| 9°            | Giorgio Consolini                      | Tamburino del reggimento     | Tamborilero del regimiento | Deani                                    | 15    |
| 10°           | Nilla Pizzi y Doppio Quintetto Vocale  | Papà Pacifico                | Papá Pacífico              | N. Rastelli y A. Fragna                  | 2     |
| 10°           | Teddy Reno y Quartetto Stars           | Papà Pacifico                | Papá Pacífico              | N. Rastelli y A. Fragna                  | 2     |
| NF            | Carla Boni                             | Acque amare                  | Aguas del amor             | N. Salerno y C. A. Rossi                 |       |
| NF            | Katyna Ranieri                         | Acque amare                  | Aguas del amor             | N. Salerno y C. A. Rossi                 |       |
| NF            | Carla Boni                             | Buona sera                   | Buena noche                | M. Evangelisti Tumminelli y C. Di Ceglie |       |
| NF            | Flo Sandon's                           | Buona sera                   | Buena noche                | M. Evangelisti Tumminelli y C. Di Ceglie |       |
| NF            | Nilla Pizzi                            | Canto della solitudine       | Canto de soledad           | E. Bonagura y G. Redi                    |       |
| NF            | Teddy Reno                             | Canto della solitudine       | Canto de soledad           | E. Bonagura y G. Redi                    |       |
| NF            | Katyna Ranieri                         | Domandatelo                  | Pregúntale                 | V. Baselice y G. Fiorelli                |       |
| NF            | Achille Togliani                       | Domandatelo                  | Pregúntale                 | V. Baselice y G. Fiorelli                |       |
| NF            | Gino Latilla                           | Innamorami                   | Enamórame                  | M. Ruccione, E. Ceragioli y U. Bertini   |       |
| NF            | Teddy Reno                             | Innamorami                   | Enamórame                  | M. Ruccione, E. Ceragioli y U. Bertini   |       |
| NF            | Achille Togliani                       | La mamma che piange di più   | La mamá que llora de más   | G. Pisano y F. Rendine                   |       |
| NF            | Giorgio Consolini                      | La mamma che piange di più   | La mamá que llora de más   | G. Pisano y F. Rendine                   |       |
| NF            | Achille Togliani                       | La pianola stonata           | La pianola desafinada      | M. Gigante y E. De Mura                  |       |
| NF            | Katyna Ranieri                         | La pianola stonata           | La pianola desafinada      | M. Gigante y E. De Mura                  |       |
| NF            | Nilla Pizzi                            | L'altra                      | La otra                    | V. Mascheroni y Biri                     |       |
| NF            | Flo Sandon's                           | L'altra                      | La otra                    | V. Mascheroni y Biri                     |       |
| NF            | Gino Latilla                           | Povero amico mio             | Pobre amigo mío            | M. Rivi y C. Innocenzi                   |       |
| NF            | Giorgio Consolini                      | Povero amico mio             | Pobre amigo mío            | M. Rivi y C. Innocenzi                   |       |
| NF            | Carla Boni                             | Qualcuno cammina             | Alguien camina             | N. Rastelli y N. Casiroli                |       |
| NF            | Flo Sandon's                           | Qualcuno cammina             | Alguien camina             | N. Rastelli y N. Casiroli                |       |